# Lo scimmione

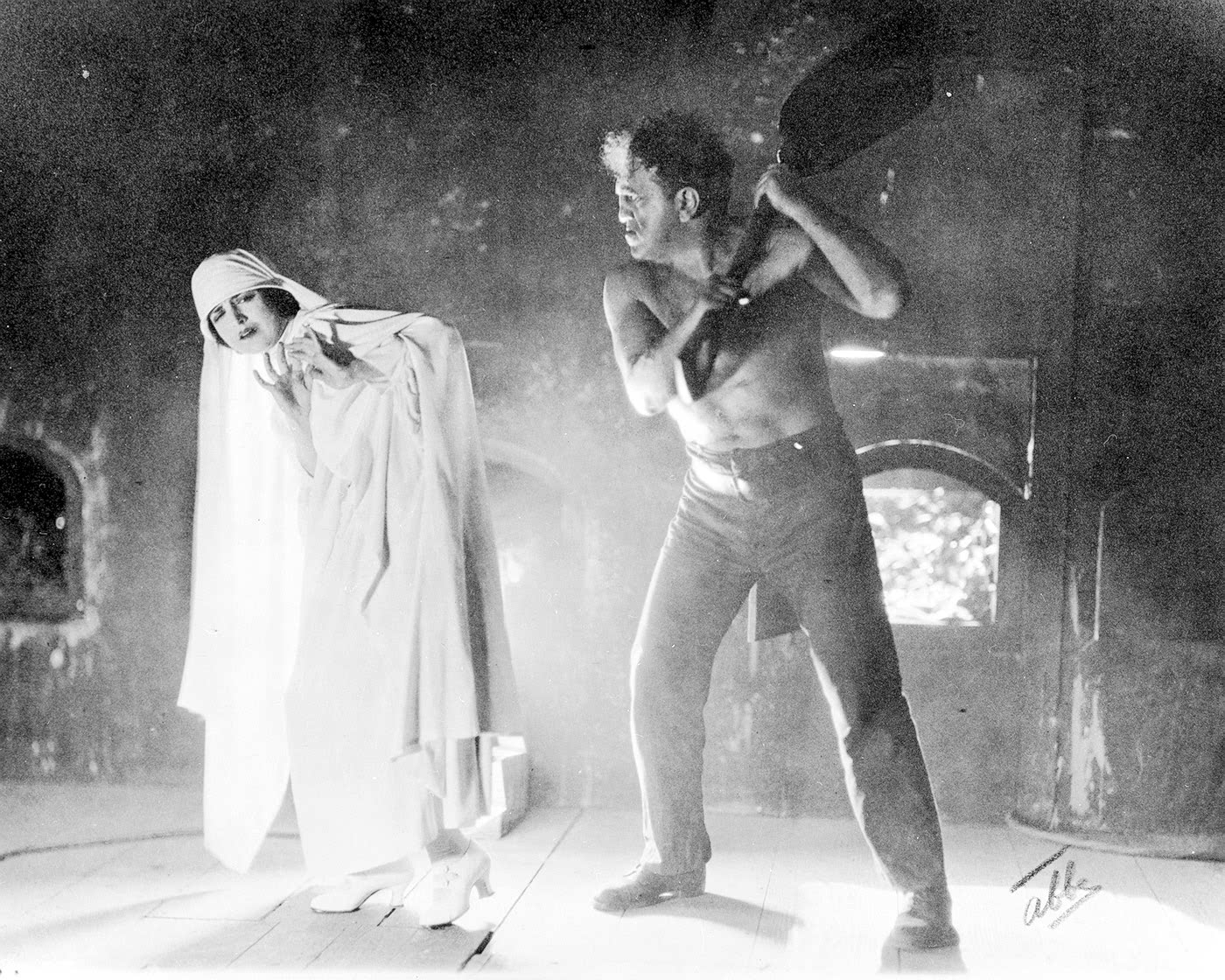
Carlotta Monterey e Louis Wolheim nella produzione del 1922

Lo scimmione (The Hairy Ape) è un'opera teatrale espressionista del 1922 scritta da Eugene O'Neill. L'opera parla di un manovale bestiale e sconsiderato noto come Yank, il protagonista dello spettacolo, alla ricerca del senso di appartenenza in un mondo controllato dai ricchi. All'inizio Yank si sente al sicuro mentre alimenta i motori di un transatlantico ed è molto fiducioso che la sua potenza fisica sia superiore a quella dei motori della nave e a quella dei suoi uomini.
Tuttavia, quando la ricca figlia di un industriale del settore siderurgico lo definisce una "sporca bestia", Yank entra in una profonda crisi d'identità e così ha inizio il suo deterioramento sia mentale sia fisico. Lascia la nave e vaga per Manhattan, solo per scoprire di non appartenere a nessun posto. Non appartiene alle persone mondane sulla Quinta Strada, né tantomeno agli organizzatori sindacali sul lungomare. In questa lotta per l'appartenenza sociale, lo stato mentale di Yank si disintegra fino a raggiungere quello animalesco e alla fine viene sconfitto da una scimmia nella quale si rifletteva il carattere di Yank. Lo scimmione è un ritratto dell'impatto che l'industrializzazione e la classe sociale hanno su un personaggio dinamico come Yank.

## Trama
L'opera si divide in otto scene
- Scena 1: la scena si apre in un castello di prua dei vigili del fuoco di una nave da crociera appena salpata da New York per un viaggio attraverso l'oceano Atlantico. Gli uomini non in servizio parlano e cantano ubriachi. Yank, ritratto come il leader tra gli uomini, ha molta fiducia nella sua forza per alimentare i macchinari della nave e del mondo. L'uomo mostra particolare disprezzo nei confronti di altri due vigili del fuoco: Long, un inglese con tendenze socialiste, e Paddy, un anziano irlandese che riflette malinconicamente sui giorni dei velieri alimentati dal vento.
- Scena 2: Mildred Douglas (la figlia di un magnate dell'acciaio) e sua zia stanno parlando sopra il ponte della nave mentre prendono il sole. Le donne discutono sul desiderio di Mildred di svolgere dei lavori di assistenza sociale e la discussione si interrompe solo quando due uomini arrivano per scortare la ragazza sottocoperta per la sua visita programmata alla bocca della caldaia della nave. Sua zia non capisce perché Mildred desideri aiutare i poveri. Finisce per andare sottocoperta a prescindere.
- Scena 3: nella caldaia, Yank e gli altri uomini sono orgogliosi del loro lavoro quotidiano. Yank non si accorge di Mildred quando entra e grida minacce all'ingegnere nascosto alla vista, ordinando agli uomini di continuare a rifornire i motori. Gli uomini quando entra Mildred si fermano per voltarsi e lui, confuso sul motivo per cui hanno smesso di lavorare, si volta e vede Mildred. La ragazza è talmente scioccata dal suo atteggiamento e dal suo aspetto che, prima di svenire, lo chiama "sporca bestia".
- Scena 4: siamo di nuovo nel castello di prua. Yank sta rimuginando sull'incidente nel locale della caldaia. Gli altri uomini cercando di capire la sua furia interrogandolo e chiedendogli se è innamorato. Yank è infuriato con Mildred perché ha affermato che somiglia a una scimmia pelosa. Si arrabbia e cerca di vendicarsi di Mildred. Tuttavia i suoi uomini lo bloccano e trascinano sul pavimento prima ancora che possa raggiungere la porta.
- Scena 5: tre settimane dopo, sulla Quinta Strada a New York, la nave è tornata dalla sua crociera. Yank e Long discutono sul modo migliore per attaccare l'alta borghesia mentre ammirano quanto sia pulita la città. Ancora ossessionato dall'idea di vendicarsi di Mildred, Yank si avvicina bruscamente ad alcuni fedeli mentre Land fugge dalla scena. Yank prende a pugni in faccia un gentiluomo e viene arrestato poco dopo.
- Scena 6: la notte seguente nella prigione di Blackwell's Island, Yank ha iniziato a scontare una condanna di 30 giorni. Considerando la prigione come uno zoo, racconta agli altri detenuti come è finito lì. Uno di loro gli parla degli Industrial Workers of the World (un sindacato internazionale) e gli suggerisce di pensare di unirsi a loro. Ancora arrabbiato al pensiero di Mildred e di suo padre, Yank comincia a piegare le sbarre della sua cella nel tentativo di scappare, ma le guardie si vendicano con forza.
- Scena 7: un mese dopo, Yank fa visita all'ufficio locale degli IWW dopo il suo rilascio dalla prigione e si unisce al gruppo. Inizialmente i membri locali sono felici di averlo tra i loro ranghi perché non molti vigili del fuoco delle navi si sono uniti a loro. Tuttavia, quando esprime il suo desiderio di far saltare in aria lo Steel Trust, iniziano a sospettare che lavori per il governo e lo cacciano. Per le strade Yanks entra in contatto con un poliziotto che non mostra alcun interesse ad arrestarlo e gli dice di andare avanti.
- Scena 8: la sera seguente Yank visita lo zoo dove simpatizza con un gorilla e pensa che in fondo loro due sono la stessa cosa. Libera l'animale dalla sua gabbia e gli si avvicina per presentarsi come se fossero amici. Il gorilla attacca Yank, gli schiaccia le costole a morte e getta Yank nella gabbia dove muore.

## Personaggi
- Bob "Yank" Smith è un uomo che lavora su una nave. È un leader tra gli altri lavoratori e si ritrova a ribellarsi contro l'alta borghesia autoritaria che sente non apprezzare il suo duro lavoro.
- Paddy è un anziano lavoratore navale. È in grado di vedere la monotonia del lavoro ed è apparentemente consapevole della gerarchia della società capitalista. Potrebbe essere visto come il simbolo della voce della ragione e scompare a metà dell'opera, proprio quando Yank comincia la sua ricerca della ribellione.
- Long è un altro operaio navale che accompagna Yank sulla Quinta Strada dove ha luogo il suo primo vero atto di ribellione contro l'alta borghesia.
- Mildred Douglas è una giovane e ricca persona mondana che sviene alla vista di Yank che lavora sulla nave. Terrorizzata dal suo comportamento e dal suo aspetto lo definisce una "sporca bestia" incitando la sua ribellione contro la classe sociale superiore.
- Un segretario di un'organizzazione che lavora in un sindacato e respinge le idee di Yank di una ribellione violenta in favore di scioperi pacifici e della distribuzione di opuscoli.[1]

## Temi

### Esistenzialismo
Un'analisi comune dell'opera la interpreta come un pezzo esistenzialista in riferimento al protagonista stesso che vive proprio una crisi esistenziale. Yank credeva di essere l'unico fornitore del transatlantico, era contento perché credeva che il suo lavoro valesse qualcosa. Quando Mildred lo chiama "sporca bestia", nella terza scena, inizia a ribellarsi alla classe sociale superiore che è convinto dipenda esclusivamente da lui. Da quando viene insultato, a Yank appare evidente quanto poco valga per loro e questo alimenta la sua ribellione contro di loro. Tuttavia presto scopre che la maggior parte delle persone a cui si ribella non pensano due volte a lui. Come si vede nella quinta scena, sulla Quinta Strada, la sua intera esistenza è talmente minuscola per loro che il suo atto di ribellione passa inosservato. Yank scopre che è impossibile ribellarsi all'intera alta borghesia perché non c'è nulla di tangibile contro cui ribellarsi. La sua lotta fallisce prima ancora di iniziare. Questo aspetto della storia qualifica Yank come l'eroe esistenziale, o assurdo, dell'opera teatrale in quanto finisce per dedicare la sua intera esistenza a una ribellione senza senso che lo porta a ottenere nulla. Compie il sacrificio estremo, quello della vita, per nulla. Tuttavia, alla fine dello spettacolo, quando diventa evidente che la sua lotta è crollata, Yank prova una penosa accettazione. Riesce a fare luce sulla situazione e finalmente accetta la sua posizione nel mondo, la sua liberazione deriva dalla futilità della sua esistenza. Questa liberazione si vede nella scena finale con il gorilla. Yank va allo zoo e incontra il suo pari simbolico in quanto per l'alta borghesia entrambi non sono altro che delle bestie da sfruttare. Yank fa di nuovo i conti con la sua posizione nel mondo e muore sapendo di appartenere a qualcosa.

### Mascolinità
O'Neill non solo esplora le profondità delle crisi esistenziali, ma approfondisce anche la natura primitiva dell'Uomo. Presenta ai lettori un protagonista che mostra quasi ogni sfaccettature di ciò che significa essere mascolini. È forte, brutale e lavora sodo. In quasi tutte le descrizioni, Yank è mostrato come un Neanderthal che irrompe urlando compiti e imprecando. In alcuni casi si curva come se fosse il pensatore di Rodin che contempla la sua esistenza brutale. Il mondo di Yank cambia quando incontra Mildred perché improvvisamente il suo mondo è diventato molto più grande di quanto pensasse. È esposto a un'intera classe di persone che non lo vedono per il suo valore e che vengono sconvolte dalla sua sola vista. Mildred simboleggia l'alta borghesia a cui dedica la sua ribellione. O'Neill accosta questo uomo primitivo all'uomo moderno apparentemente inferiore all'alta borghesia. Questa complementarità non solo consente al pubblico di provare compassione per Yank, il protagonista, ma lo costringe anche a considerare ciò che è diventato l'uomo moderno. Questo era un periodo in cui "l'idealizzazione della mascolinità della classe inferiore era dilagante" e al timone troviamo proprio Yank, l'epitome di quell'uomo mascolino della classe proletaria. L'eroismo di Yank risiede nella sua capacità intrinseca di essere il migliore in tutto ciò che è fisico, vive e muore grazie al lavoro che fa con le sue stesse mani. L'affinità con ciò che è mascolino è sempre stata una parte importante della narrazione, ma assume un nuovo significato nel XX secolo alla luce del rapido progresso tecnologico.

### La recessione sociale causata dall'industrializzazione
Lo scimmione mette in scena l'oppressione della classe operaia industriale. Nonostante in quest'opera O'Neill abbia dimostrato la chiara convinzione che il sistema capitalista perseguiti l'uomo che lavora, si dimostra comunque critico nei confronti di un movimento socialista che non può soddisfare i bisogni individuali o risolvere problemi unici. L'ambiente industriale è presentato come tossico e disumanizzante mentre il modo dei ricchi è presentato come superficiale e manipolatore. Yank è stato anche interpretato come la rappresentazione della condizione umana, alienato dalla natura a causa della sua coscienza isolata, incapace di trovare appartenenza in un qualsiasi gruppo sociale o in un qualsiasi ambiente. Questo è il risultato dell'industrializzazione sia della nave sia di New York.

### Degenerazione razziale
Molti critici hanno spesso discusso sulla concezione della razza espressa da O'Neill nello Scimmione. Yank, lavorando spesso con il carbone, si dice avesse una "faccia nera" durante lo spettacolo. Questa interpretazione di "blackface" ha portato a un dibattito sulla razza di Yank. Il carbone combinato con una faccia non rasata ha coperto il biancore del suo viso, scartando la sua nazionalità. La combinazione di queste caratteristiche contribuisce alla sua rovina fisica e psicologica durante lo spettacolo. Il suo danno emotivo riflette anche il suo deterioramento fisico quando, alla fine dello spettacolo, assume qualità animalesche. Nell'ultima scena Yank cerca di spiegare alla scimmia che loro due sono uguali e i suoi sforzi nel mostrargli le loro qualità in comune finiscono con la morte di Yank. La sconfitta di Yank per mano della scimmia sta degenerando nel suo stato mentale così come nella sua razza e nella sua classe sociale.

## Cronologia delle produzioni
1922: Lo scimmione è stato prodotto per la prima volta dai Provincetown Players. La produzione, diretta e progettata da Robert Edmond Jones, è stata elogiata per l'uso di scenografie espressionistiche e per le tecniche di allestimento ed è stata trasferita al Plymouth Theatre a Broadway. L'attore Louis Wolheim è diventato famoso proprio per la sua interpretazione di Yank.
1930: una produzione londinese, con l'attore afroamericano Paul Robeson nel ruolo del protagonista, fu un successo per la critica nonostante ne siano state fatte solo cinque repliche.
1944: United Artists ne rilasciò una produzione cinematografica prodotta da Jules Levey e interpretata da William Bendix, Susan Hayward, Dorothy Comingore e John Loder. Secondo una recensione del New York Sun ha avuto un "lieto fine" e in generale "ha reso la storia più leggera e meno carica di significato sociale".
1987: successive produzioni notevoli del revival di Peter Stein.
1996: il Wooster Group ne fa un'interpretazione multimediale postmoderna con Willem Dafoe nel ruolo del protagonista.
2004: Lo scimmione ha ricevuto recensioni positive al San Pedro Playhouse, Cellar Theatre di San Antonio in Texas. Deborah Martin del San Antonio Express News ha detto di Brad Milne che "il suo Yank è crudo e difficile da dimenticare".
2006: Lo scimmione è stato messo in scena, con recensioni positive, dall'Irish Repertory Theatre a New York City. L'Irish Voice ha dichiarato: "Lo spirito di O'Neill risuona ancora. [Questa] nuova produzione dello Scimmione ci ricorda perché O'Neill è considerato il primo drammaturgo irlandese-americano."
2009: il regista Sean Graney della Hypocrites Theatre Company ha messo in scena una produzione dello Scimmione peloso al Goodman Theatre a Chicago. Nello stesso anno BBC Radio 3 ha trasmesso un adattamento radiofonico dello Scimmione diretto da Toby Swift.
2012: al Southwark Playhouse a London Bridge viene messo in scena il primo grande revival londinese in 25 anni. Più tardi, quello stesso anno, il regista Philip Boehm dell'Upstream Theatre ha messo in scena un'acclamata produzione dello Scimmione a St. Louis in Missouri. È stato messo in scena all'Old Vic di Londra nell'ottobre e nel novembre del 2015.
2017: il Park Avenue Armory ha messo in scena una produzione dello Scimmione interpretato da Bobby Cannavale, diretto da Richard Jones con scenografie di Stewart Leing. In questo stesso anno Cannavale ha ricevuto un Obie Award, presentati all'American Theatre Wing, per la sua performance.
2021: il Classics Theatre Project ha presentato un nuovo adattamento dello Scimmione diretto e adattato da Joey Folsom che ha attirato l'attenzione della Eugene O'Neill Society e dell'Eugene O'Neill Review.

## Accoglienza
Per quanto riguarda l'accoglienza ricevuta dallo Scimmione, il pubblico e soprattutto la critica sono rimasti perplessi. I critici hanno ritenuto che l'opera mostrasse "un eccessivo uso dei monologhi, la confusione o la lentezza di alcune scene, e la deprimente monotonia che segue tutti i 'momenti' patetici." O'Neill è stato criticato per i problemi dell'opera con la classe sociale e le fabbricazioni razziali. Tuttavia è stato anche elogiato per la "forza emotiva e drammatica della sua scrittura" nello Scimmione. Egli era ben noto per il suo saper gestire queste idee stimolanti e le sue opere provocatorie. Lo spettacolo è stato apprezzato per la sua originalità e robustezza che appaiono solo nello Scimmione e in Tutti i figli di Dio hanno le ali. In contraddizione con tale affermazione, alcuni critici trovano la fine di Lo Scimmione troppo semplice e prevedibile. Una critica complessivamente positiva circonda la commedia, ma molti critici hanno colto i difetti della trama per criticare il giudizio di O'Neill nella drammaturgia. Tuttavia i temi erano gli aspetti più clamorosi di Lo Scimmione e difendevano lo status di genio del romanzo drammatico di O'Neill.